# 庫爾沙布河
40°43′54″N 73°07′17″E / 40.73167°N 73.12139°E
庫爾沙布河是吉爾吉斯斯坦的河流，位於該國西南部奧什州，屬於卡拉達里亞河的支流，河道全長157公里，流域面積3,750平方公里，發源自阿賴山脈。